# Horácio Berlinck Cardoso
Horácio Berlinck Cardoso (Desterro, 17 de janeiro de 1868 — São Paulo, 20 de setembro de 1948) foi um contador, economista, professor e político brasileiro.

## Biografia
Nasceu na ilha de Nossa Senhora do Desterro, atual Florianópolis - Santa Catarina, aos 17 dias de janeiro de 1868. 
É patrono da cadeira número 40 da Academia Paulista de Contabilidade. 
É benemérito dos contabilistas do Brasil. 

## Carreira
Estudou contabilidade industrial com o escocês David Justice. 
Foi nomeado 404º secretário de finanças de São Paulo. 
Prestou serviços na área contábil para diversas empresas, entre elas o Banco de São Paulo. 
A partir de 1895, foi professor de contabilidade geral na Escola Politécnica e do Liceu de Artes e Ofícios de São Paulo. 

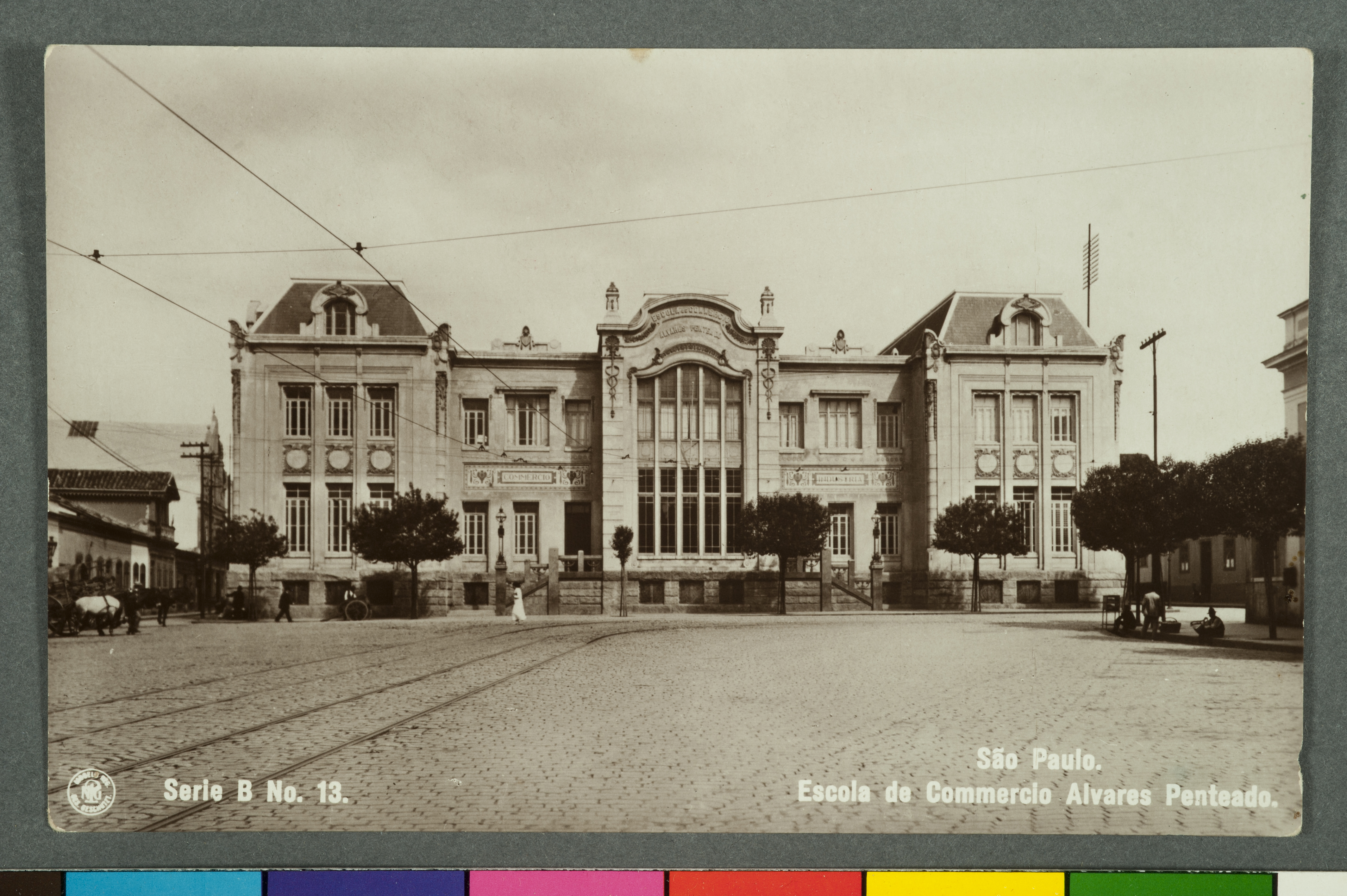
Escola de Commercio Álvares Penteado, Acervo do Museu Paulista da USP. Instituição que foi idealizada, fundada e dirigida por Horácio Berlinck. Em 1905-1908, o prédio da entidade passou por uma reestruturação financiada pelo conde Álvares Penteado, por isso a escola foi rebatizada em sua homenagem.

Em 1902, Antônio de Álvares Leite Penteado e Horácio Berlinck perceberam a necessidade de uma escola para formação de profissionais para a gestão das organizações.  A proposta foi apresentada à Sociedade Humanitária dos Empregados do Comércio de São Paulo. Em 20 de abril de 1902, a ideia foi abraçada pelo presidente da instituição, Raymundo Duprat, e dos sócios presentes: Horácio Berlinck, João Pedro da Veiga Filho, Antonio de Lacerda Franco, Frederico Vergueiro Steidel e Conde Antonio Álvares Leite Penteado.  Naquele ano, fundou a Escola Prática de Comércio, atual Fundação Escola de Comércio Álvares Penteado. 
Atendeu ao chamado do governo brasileiro para colaborar nas reformas de ensino de 1905, 1926 e 1931. 
Foi membro diretor do Sindicato dos Contabilistas de São Paulo nos anos de 1934 e 1953-1954, e suplente nos anos de 1935 e 1951-1952. 

## Vida política
Além de ocupar cargos nas secretarias e participar das reformas de ensino no âmbito federal, foi eleito vereador de São Paulo por dois períodos consecutivos.
- de 01 de janeiro de 1952 a 31 de dezembro de 1955
- e de 01 de janeiro de 1956 a 31 de dezembro de 1959 [8]

Período no qual ocupou posições na mesa diretora daquela casa, como Vice-Presidente (1953) e 2º Secretário (1954 e novamente em 1957). Além de integrar diversas comissões, principalmente ligadas à Finanças e Orçamentos. 

## Representação na cultura
- Foi homenageado dando o nome à Rua Prof. Horácio Berlinck, em São Paulo.
- Centro Acadêmico Horácio Berlinck, na Faculdade de Economia, Administração e Contabilidade da Universidade de São Paulo. [9]
- Em 1922, foi fundada em Jaú (SP), pelos contabilistas José Nicolau Pirágine e Gentil Ferreira, a Escola de Comércio Horácio Berlinck [10]